# 广武古城遗址
广武古城遗址，位于中华人民共和国山西省忻州市代县阳明堡镇古城村、李家磨村、南关村、马站村，已列为山西省文物保护单位。

## 保护
2021年8月4日，广武古城遗址由山西省人民政府公布为第五批山西省文物保护单位，编号6-7。